# Туре, Абдул Азиз
Абдул Азиз Туре (фр. Abdoul Aziz Toure; род. 3 августа 2002, Кот-д’Ивуар) — ивуарийский футболист, защитник клуба «Кызыл-Жар».

## Карьера

### «Сморгонь»
В 2023 году футболист присоединился к молдавскому клубу «Саксан», в составе выступал в роли капитана. В марте 2024 года футболист перешёл в белорусскую «Сморгонь» на правах свободного агента, подписав контракт до конца сезона. Дебютировал за клуб футболист 29 марта 2024 года в матче против брестского «Динамо», выйдя на поле в стартовом составе. Дебютным забитым голом за клуб футболист отличился 18 августа 2024 года в матче против «Минска». По итогам августа 2024 года футболист признавался лучшим игроком клуба. В матче 28 ноября 2024 года против борисовского БАТЭ футболист отличился хет-триком из голевых передач. По итогу сезона футболист вместе с клубом завершил чемпионат на итоговом двенадцатом месте. На протяжении сезона футболист выступал за клуб в роли одного из основных игроков, отличившись 2 забитыми голами и 3 результативными передачами.

### «Кызыл-Жар»
В январе 2025 года появилась информация, что футболист может продолжить карьеру в казахстанском клубе «Кызыл-Жар». В конце февраля 2025 года футболист на правах свободного агента присоединился к казахстанскому клубу, подписав контракт до конца сезона. В апреле 2025 года сообщалось, что футболист может покинуть казахстанский клуб, за который так и не дебютировал, из-за редкой болезни. Дебютировал за клуб футболист 14 мая 2025 года в четвертьфинальном матче Кубка Казахстана против клуба «Елимай», выйдя на замену на 80 минуте. Дебютный матч в чемпионате футболист сыграл 18 мая 2025 года против клуба «Женис», выйдя на замену в начале второго тайма, однако на 76 минуте был обратно заменён.